# Erizipel
Erizipel ali šen (latinsko: streptodermia epidemodermalis lymphatica) je akutna okužba kože z bakterijami. Prizadene bolj povrhnje plasti kože, vpletene pa so tudi limfne žile in bezgavke. Okužba se najpogosteje pojavlja na nogah in obrazu, pogosteje zbolevajo odrasli. Erizipela ne smemo menjati z erizipeloidom, ki je okužba kože z bakterijo Erysipelothrix.

## Simptomi in znaki
Za erizipel je značilna svetleča se, rahlo dvignjena, ploščata, trda in na dotik občutljiva sprememba kože z ostrimi (dobro omejenimi) robovi. Sprememba se širi v okolico v obliki jezikov. Poznamo tudi bulozno obliko erizipela, pri kateri nastanejo poleg rdečine in otekline še večji mehurji (bule).
Pogosto so prisotni še sistemski znaki, kot so vročina, mrzlica in slabost. Kadar se okužba ponavlja, zlasti na golenih, se limfne žile zamašijo in pride do trajne otekline (limfedem). Premer goleni se lahko poveča tudi do trikrat.

## Etiologija
Najpogostejši povzročitelji erizipela so streptokoki (β-hemolitični) iz skupine A, ki vdrejo skozi poškodovano kožo (razpoke, glivične okužbe, opekline ...). Drugi možni povzročitelji so še Staphylococcus aureus, vključno z MRSA (proti meticilinu odporen S. aureus), Klebsiella pneumoniae, Haemophilus influenzae, Escherichia coli, S. warneri, Streptococcus pneumoniae, S. pyogenes in Moraxella sp.

## Diagnoza
Diagnoza se postavi glede na značilen videz kože. Preiskava krvi na bakterije je potrebna, kadar obstaja sum na sepso. Pri spremembah je treba pomisliti na razne druge dermatitise, erizipeloid, tromboflebitis in globoko vensko trombozo. Erizipel na obrazu je treba ločiti od pasavca (herpes zoster), angioedema in kontaktnega dermatitisa.

## Zdravljenje
Zdravimo s penicilinom ali drugimi antibiotiki, če je potrebno (če je bolnik alergičen na penicilin, če so prisotni stafilokoki ...). Hladni obkladki, analgetiki in počitek lahko olajšajo težave. Če je prisotna glivična okužba, ki je olajšala vstop bakterij v kožo, je treba zdraviti tudi s protiglivičnimi zdravili.